# Desognaphosa massey
Desognaphosa massey is een spinnensoort uit de familie Trochanteriidae. De soort komt voor in Queensland.